# Tony Marshall/Diskografie
Diese Diskografie ist eine Übersicht über die musikalischen Werke des deutschen Schlagersängers Tony Marshall. Den Quellenangaben zufolge hat er bisher mehr als 20 Millionen Tonträger verkauft. Seine erfolgreichste Veröffentlichung ist die Single Schöne Maid mit über drei Millionen verkauften Einheiten. In Deutschland ist seine erfolgreichste Veröffentlichung die Single Komm gib mir deine Hand, diese avancierte dort zum Millionenseller und zählt damit zu den meistverkauften Schlagern sowie zu den meistverkauften Singles des Landes der 1970er Jahre.

## Alben

### Studioalben
| Jahr | Titel Musiklabel | Höchstplatzierung, Gesamtwochen/‑monate, AuszeichnungChartplatzierungen (Jahr, Titel, Musiklabel, Platzierungen, Wochen/Monate, Auszeichnungen, Anmerkungen) | Höchstplatzierung, Gesamtwochen/‑monate, AuszeichnungChartplatzierungen (Jahr, Titel, Musiklabel, Platzierungen, Wochen/Monate, Auszeichnungen, Anmerkungen) | Höchstplatzierung, Gesamtwochen/‑monate, AuszeichnungChartplatzierungen (Jahr, Titel, Musiklabel, Platzierungen, Wochen/Monate, Auszeichnungen, Anmerkungen) | Höchstplatzierung, Gesamtwochen/‑monate, AuszeichnungChartplatzierungen (Jahr, Titel, Musiklabel, Platzierungen, Wochen/Monate, Auszeichnungen, Anmerkungen) | Höchstplatzierung, Gesamtwochen/‑monate, AuszeichnungChartplatzierungen (Jahr, Titel, Musiklabel, Platzierungen, Wochen/Monate, Auszeichnungen, Anmerkungen) | Anmerkungen                                           |
| Jahr | Titel Musiklabel | DE | AT | CH | BEF | NL | Anmerkungen                                           |
| ---- | --- | --- | --- | --- | --- | --- | ----------------------------------------------------- |
| 1970 | Wenn du allein zu Hause bist Decca Records (Decca)                                                                                  | — | — | — | — | — | Erstveröffentlichung: 1970                            |
| 1972 | Schöne Maid Ariola (Ariola) | DE2 Gold · (12 Mt.)DE | — | — | — | — | Erstveröffentlichung: Januar 1972 Verkäufe: + 250.000 |
| 1972 | Ich fang für euch den Sonnenschein Ariola (Ariola)                                                                                  | DE17 (6 Mt.)DE | — | — | — | — | Erstveröffentlichung: Oktober 1972                    |
| 1973 | Die größten Polka-Hits mit Tony Marshall und seinen lustigen Musikanten auch bekannt als: Meine Rosa ist aus Böhmen Ariola (Ariola) | DE33 (5 Mt.)DE | — | — | — | — | Erstveröffentlichung: August 1973                     |
| 1973 | Junge, die Welt ist schön Ariola (Ariola)                                                                                           | DE22 (4 Mt.)DE | — | — | — | — | Erstveröffentlichung: Dezember 1973                   |
| 1974 | Hinaus in die Ferne Ariola (Ariola)                                                                                                 | — | — | — | — | — | Erstveröffentlichung: 1974                            |
| 1975 | Das Leben ist so wunderbar Ariola (Ariola)                                                                                          | — | — | — | — | — | Erstveröffentlichung: 1975                            |
| 1975 | Oh, wie bist du schön Ariola (Ariola)                                                                                               | — | — | — | — | — | Erstveröffentlichung: 1975                            |
| 1975 | Fröhlicher Musikant Ariola (Ariola)                                                                                                 | — | — | — | — | — | Erstveröffentlichung: 1975                            |
| 1976 | Das Wandern ist des Tony’s Lust Ariola (Ariola)                                                                                     | — | — | — | — | — | Erstveröffentlichung: 1976                            |
| 1976 | Ja, so ist der Tony Ariola (Ariola)                                                                                                 | — | — | — | — | — | Erstveröffentlichung: 1976                            |
| 1977 | Die Super-Stimmungs-Fête mit Tony Marshall Ariola (Ariola)                                                                          | — | — | — | — | — | Erstveröffentlichung: 1977                            |
| 1978 | Meine Wunschmelodien – Tony Marshall singt internationale Lieder Ariola (Ariola)                                                    | — | — | — | — | — | Erstveröffentlichung: 1978                            |
| 1979 | Ich klau dir eine Straßenbahn Ariola (Ariola)                                                                                       | — | — | — | — | — | Erstveröffentlichung: 1979                            |
| 1981 | Mach dir das Leben doch schön Ariola (Ariola)                                                                                       | — | — | — | — | — | Erstveröffentlichung: 1981                            |
| 1983 | Ach laß mich doch in deinem Wald der Oberförster sein Ariola (Ariola)                                                               | — | — | — | — | — | Erstveröffentlichung: 1983                            |
| 1984 | Laß das mal den Tony machen – Folge 2 Ariola (Ariola)                                                                               | DE14 (6 Wo.)DE | — | — | — | — | Erstveröffentlichung: 1984                            |
| 1986 | Laß das mal den Tony machen – Folge 3 Ariola (Ariola)                                                                               | DE8 (5 Wo.)DE | — | — | — | — | Erstveröffentlichung: 1986                            |
| 1988 | Laß das mal den Tony machen – Folge 4 White Records (BMG)                                                                           | DE40 (3 Wo.)DE | — | — | — | — | Erstveröffentlichung: 1988                            |
| 1988 | Die fröhlichen Fußballhits zur EM ’88 White Records (BMG)                                                                           | — | — | — | — | — | Erstveröffentlichung: 1988 mit Berni                  |
| 1994 | So bin ich Intercord (IRS) | — | — | — | — | — | Erstveröffentlichung: Februar 1994                    |
| 1995 | Go West Intercord (IRS) | — | — | — | — | — | Erstveröffentlichung: 16. Februar 1995                |
| 2008 | Wie nie 313 Records (Sony BMG) | — | — | — | — | — | Erstveröffentlichung: 1. Februar 2008                 |
| 2009 | 1000-mal an Dich gedacht Gloriella Music (Sony)                                                                                     | — | — | — | — | — | Erstveröffentlichung: 6. Februar 2009                 |
| 2010 | Tony 2010 Gloriella Music (Sony) | — | — | — | — | — | Erstveröffentlichung: 23. Juli 2010                   |
| 2011 | Ich war noch nie dem Himmel so nah Seven Days Music (Sony)                                                                          | — | — | — | — | — | Erstveröffentlichung: 25. November 2011               |
| 2013 | Du bist der Wahnsinn Gloriella Music (Sony)                                                                                         | — | — | — | — | — | Erstveröffentlichung: 27. September 2013              |
| 2018 | Senioren sind nur zu früh geboren Flamingo Records (UMG)                                                                            | DE87 (1 Wo.)DE | — | — | — | — | Erstveröffentlichung: 23. Februar 2018                |
| 2021 | Der letzte Traum Telamo (WMG) | DE92 a (1 Wo.)DE | — | — | — | — | Erstveröffentlichung: 5. November 2021                |

grau schraffiert: keine Chartdaten aus diesem Jahr verfügbar

### Kompilationen
| Jahr | Titel Musiklabel                                                               | Höchstplatzierung, Gesamtwochen/‑monate, AuszeichnungChartplatzierungen (Jahr, Titel, Musiklabel, Platzierungen, Wochen/Monate, Auszeichnungen, Anmerkungen) | Höchstplatzierung, Gesamtwochen/‑monate, AuszeichnungChartplatzierungen (Jahr, Titel, Musiklabel, Platzierungen, Wochen/Monate, Auszeichnungen, Anmerkungen) | Höchstplatzierung, Gesamtwochen/‑monate, AuszeichnungChartplatzierungen (Jahr, Titel, Musiklabel, Platzierungen, Wochen/Monate, Auszeichnungen, Anmerkungen) | Höchstplatzierung, Gesamtwochen/‑monate, AuszeichnungChartplatzierungen (Jahr, Titel, Musiklabel, Platzierungen, Wochen/Monate, Auszeichnungen, Anmerkungen) | Höchstplatzierung, Gesamtwochen/‑monate, AuszeichnungChartplatzierungen (Jahr, Titel, Musiklabel, Platzierungen, Wochen/Monate, Auszeichnungen, Anmerkungen) | Anmerkungen                                           |
| Jahr | Titel Musiklabel                                                               | DE | AT | CH | BEF | NL | Anmerkungen                                           |
| ---- | ------------------------------------------------------------------------------ | --- | --- | --- | --- | --- | ----------------------------------------------------- |
| 1973 | Laß das mal den Tony machen! Ariola (Ariola)                                   | DE9 Gold · (8 Mt.)DE | — | — | — | — | Erstveröffentlichung: Januar 1973 Verkäufe: + 250.000 |
| 1974 | Tony, Tony Tätärä Ariola (Ariola)                                              | — | — | — | — | — | Erstveröffentlichung: 1974                            |
| 1975 | Die großen Erfolge Ariola (Ariola)                                             | — | — | — | — | — | Erstveröffentlichung: 1975                            |
| 1977 | Tony Marshall und seine lustigen Musikanten Ariola (Ariola)                    | — | — | — | — | — | Erstveröffentlichung: 1977                            |
| 1977 | Schöne Maid Ariola (Ariola)                                                    | — | — | — | — | — | Erstveröffentlichung: 1977                            |
| 1978 | Bora Bora Ariola (Ariola)                                                      | — | — | — | — | — | Erstveröffentlichung: 1978                            |
| 1978 | Bora Bora (II) Ariola (Ariola)                                                 | — | — | — | — | — | Erstveröffentlichung: 1978                            |
| 1979 | Der Fröhlichmacher der Nation Ariola (Ariola)                                  | — | — | — | — | — | Erstveröffentlichung: 1979                            |
| 1985 | Tony, Tony noch einmal Ariola (Ariola)                                         | DE19 (5 Wo.)DE | — | — | — | — | Erstveröffentlichung: Dezember 1985                   |
| 1986 | Auf der Straße nach Süden Ariola Express (Ariola)                              | — | — | — | — | — | Erstveröffentlichung: 1986                            |
| 1986 | Stimmung, Polka, Spaß Ariola Express (Ariola)                                  | — | — | — | — | — | Erstveröffentlichung: 1986                            |
| 1994 | Komm gib mir deine Hand Ariola Express (BMG)                                   | — | — | — | — | — | Erstveröffentlichung: 17. Januar 1994                 |
| 2000 | Tony total White Records (BMG)                                                 | — | — | — | — | — | Erstveröffentlichung: 14. Februar 2000                |
| 2008 | Best Of 313 Records (Sony BMG)                                                 | — | — | — | — | — | Erstveröffentlichung: 15. Februar 2008                |
| 2008 | Das Allerbeste 313 Records (Sony BMG)                                          | — | — | — | — | — | Erstveröffentlichung: 26. September 2008              |
| 2011 | 50 Jahre Hits Gloriella Music (Sony)                                           | — | — | — | — | — | Erstveröffentlichung: 30. September 2011              |
| 2013 | 75 Jahre Tony Marshall – Die größten Hits meines Lebens Gloriella Music (Sony) | — | — | — | — | — | Erstveröffentlichung: 15. Februar 2013                |
| 2016 | Tony’s größte Hits – Zum 60. Jubiläum Telamo (WMG)                             | — | — | — | — | — | Erstveröffentlichung: 28. Oktober 2016                |
| 2021 | Das Beste Telamo (WMG)                                                         | DE49 (2 Wo.)DE | — | — | — | — | Erstveröffentlichung: 28. Mai 2021                    |
| 2023 | Das Beste – Gedenk-Edition Telamo (WMG)                                        | DE10 (2 Wo.)DE | AT38 (1 Wo.)AT | — | — | — | Erstveröffentlichung: 10. März 2023                   |

grau schraffiert: keine Chartdaten aus diesem Jahr verfügbar

### Soundtracks
| Jahr | Titel Musiklabel                              | Anmerkungen                |
| ---- | --------------------------------------------- | -------------------------- |
| 1979 | Heute hau’n wir auf die Pauke Ariola (Ariola) | Erstveröffentlichung: 1979 |

### Weihnachtsalben
| Jahr | Titel Musiklabel                              | Anmerkungen                |
| ---- | --------------------------------------------- | -------------------------- |
| 1984 | Weihnachten mit Tony Marshall Ariola (Ariola) | Erstveröffentlichung: 1984 |

## Singles

Label von Schöne Maid

| Jahr | Titel Album                                                                                | Höchstplatzierung, Gesamtwochen/‑monate, AuszeichnungChartplatzierungen (Jahr, Titel, Album, Platzierungen, Wochen/Monate, Auszeichnungen, Anmerkungen) | Höchstplatzierung, Gesamtwochen/‑monate, AuszeichnungChartplatzierungen (Jahr, Titel, Album, Platzierungen, Wochen/Monate, Auszeichnungen, Anmerkungen) | Höchstplatzierung, Gesamtwochen/‑monate, AuszeichnungChartplatzierungen (Jahr, Titel, Album, Platzierungen, Wochen/Monate, Auszeichnungen, Anmerkungen) | Höchstplatzierung, Gesamtwochen/‑monate, AuszeichnungChartplatzierungen (Jahr, Titel, Album, Platzierungen, Wochen/Monate, Auszeichnungen, Anmerkungen) | Höchstplatzierung, Gesamtwochen/‑monate, AuszeichnungChartplatzierungen (Jahr, Titel, Album, Platzierungen, Wochen/Monate, Auszeichnungen, Anmerkungen) | Anmerkungen |
| Jahr | Titel Album                                                                                | DE | AT | CH | BEF | NL | Anmerkungen |
| ---- | ------------------------------------------------------------------------------------------ | --- | --- | --- | --- | --- | --- |
| 1966 | Aline Wenn du allein zu Hause bist                                                         | — | — | — | — | — | Erstveröffentlichung: Mai 1966                                                                                     |
| 1966 | C’est la vie Wenn du allein zu Hause bist                                                  | — | — | — | — | — | Erstveröffentlichung: September 1966                                                                               |
| 1966 | Love Me, Please Love Me Wenn du allein zu Hause bist                                       | — | — | — | — | — | Erstveröffentlichung: Dezember 1966 Original: Michel Polnareff                                                     |
| 1967 | Nur ein Wort Wenn du allein zu Hause bist                                                  | — | — | — | — | — | Erstveröffentlichung: Mai 1967                                                                                     |
| 1967 | Es war nur Illusion Wenn du allein zu Hause bist                                           | — | — | — | — | — | Erstveröffentlichung: August 1967                                                                                  |
| 1968 | Komm mit zu mir Wenn du allein zu Hause bist                                               | — | — | — | — | — | Erstveröffentlichung: April 1968                                                                                   |
| 1969 | Married Woman –                                                                            | — | — | — | — | — | Erstveröffentlichung: März 1969                                                                                    |
| 1969 | Hey, ist das Leben so schön Ich fang für euch den Sonnenschein                             | — | — | — | — | — | Erstveröffentlichung: August 1969                                                                                  |
| 1970 | Sweet Caroline Ich fang für euch den Sonnenschein                                          | — | — | — | — | — | Erstveröffentlichung: Januar 1970 Original: Neil Diamond                                                           |
| 1970 | Hans im Glück Schöne Maid                                                                  | — | — | — | — | — | Erstveröffentlichung: April 1970                                                                                   |
| 1970 | Zwischen heute und morgen Schöne Maid                                                      | — | — | — | — | — | Erstveröffentlichung: Oktober 1970                                                                                 |
| 1971 | Schöne Maid auch bekannt als: Pretty Maid Schöne Maid                                      | DE3 Gold · (56 Wo.)DE | — | CH6 (10 Wo.)CH | BEF2 (14 Wo.)BEF | NL2 (11 Wo.)NL | Erstveröffentlichung: April 1971 (DE-Version) Erstveröffentlichung: August 1971 (EN-Version) Verkäufe: + 3.000.000 |
| 1971 | Komm gib mir deine Hand Schöne Maid                                                        | DE1 Platin · (37 Wo.)DE | — | — | BEF29 (2 Wo.)BEF | NL16 (6 Wo.)NL | Erstveröffentlichung: November 1971 Verkäufe: + 1.000.000                                                          |
| 1972 | Ich fang für euch den Sonnenschein                                                         | DE11 (32 Wo.)DE | — | — | — | NL24 (5 Wo.)NL | Erstveröffentlichung: Juni 1972                                                                                    |
| 1972 | … und in der Heimat Ich fang für euch den Sonnenschein                                     | DE10 (25 Wo.)DE | AT15 (1 Mt.)AT | — | — | — | Erstveröffentlichung: Oktober 1972                                                                                 |
| 1973 | Junge, die Welt ist schön Schöne Maid                                                      | DE18 (20 Wo.)DE | — | — | — | — | Erstveröffentlichung: Juli 1973                                                                                    |
| 1973 | Onkel Golle Junge, die Welt ist schön                                                      | DE22 (8 Wo.)DE | — | — | — | — | Erstveröffentlichung: November 1973                                                                                |
| 1974 | Tätärätätätätä Das Leben ist so wunderbar                                                  | DE46 (2 Wo.)DE | — | — | — | — | Erstveröffentlichung: Mai 1974                                                                                     |
| 1974 | Wir trinken Brüderschaft mit der ganzen Stadt Fröhlicher Musikant                          | DE45 (2 Wo.)DE | — | — | — | — | Erstveröffentlichung: Dezember 1974                                                                                |
| 1975 | Anna-Karina Das Leben ist so wunderbar                                                     | — | — | — | — | — | Erstveröffentlichung: Mai 1975                                                                                     |
| 1975 | Fahr mich in die Ferne Fröhlicher Musikant                                                 | — | — | — | — | — | Erstveröffentlichung: Oktober 1975                                                                                 |
| 1976 | Vom Hofbräuhaus zur Reeperbahn Ja, so ist der Tony                                         | — | — | — | — | — | Erstveröffentlichung: Februar 1976                                                                                 |
| 1976 | Der Star Ja, so ist der Tony                                                               | — | — | — | — | — | Erstveröffentlichung: März 1976 Original: Nizza Thobi                                                              |
| 1976 | Allein (… auf der großen Hazienda) Ja, so ist der Tony                                     | — | — | — | — | — | Erstveröffentlichung: Juni 1976 Original: George Baker Selection                                                   |
| 1976 | Wir wollen doch mal wieder Stimmung machen Die Super-Stimmungs-Fête mit Tony Marshall      | — | — | — | — | — | Erstveröffentlichung: Dezember 1976                                                                                |
| 1977 | Wir sind die Tramps von der Pfalz Die Super-Stimmungs-Fête mit Tony Marshall               | — | — | — | — | — | Erstveröffentlichung: Juni 1977                                                                                    |
| 1977 | Oh Miranda Ich klau dir eine Straßenbahn                                                   | — | — | — | — | — | Erstveröffentlichung: September 1977                                                                               |
| 1978 | Bora Bora                                                                                  | DE16 (26 Wo.)DE | — | — | — | — | Erstveröffentlichung: März 1978                                                                                    |
| 1978 | Auf der Straße nach Süden Meine Wunschmelodien – Tony Marshall singt internationale Lieder | DE41 (3 Wo.)DE | — | — | — | — | Erstveröffentlichung: September 1978 Original: Marc Seaberg – Looking for Freedom                                  |
| 1979 | Wir zahlen keine Miete mehr Ich klau dir eine Straßenbahn                                  | — | — | — | — | — | Erstveröffentlichung: Januar 1979                                                                                  |
| 1979 | Ich will mit dir spielen Ich klau dir eine Straßenbahn                                     | — | — | — | — | — | Erstveröffentlichung: April 1979 Original: Dorados – Mary ven con migo                                             |
| 1979 | Ich klau dir eine Straßenbahn                                                              | — | — | — | — | — | Erstveröffentlichung: August 1979                                                                                  |
| 1979 | Wir bleiben noch etwas hier Ich klau dir eine Straßenbahn                                  | — | — | — | — | — | Erstveröffentlichung: September 1979                                                                               |
| 1980 | Bring mir noch ein Bier Mach dir das Leben doch schön                                      | — | — | — | — | — | Erstveröffentlichung: Juni 1980                                                                                    |
| 1980 | Bleib nicht allein Mach dir das Leben doch schön                                           | — | — | — | — | — | Erstveröffentlichung: Oktober 1980                                                                                 |
| 1980 | Mach dir das Leben doch schön                                                              | — | — | — | — | — | Erstveröffentlichung: November 1980                                                                                |
| 1981 | Komm’ und setz dich zu mir Ach laß mich doch in deinem Wald der Oberförster sein           | — | — | — | — | — | Erstveröffentlichung: 1981                                                                                         |
| 1982 | Kilimandscharo Ach laß mich doch in deinem Wald der Oberförster sein                       | — | — | — | — | — | Erstveröffentlichung: April 1982                                                                                   |
| 1982 | Tante Caledonia Partyzeit – Seine besten Stimmungshits                                     | — | — | — | — | — | Erstveröffentlichung: 1982                                                                                         |
| 1982 | Jim und Andy Ach laß mich doch in deinem Wald der Oberförster sein                         | DE63 (1 Wo.)DE | — | — | — | — | Erstveröffentlichung: 1982 Original: G. G. Anderson                                                                |
| 1982 | Vater und Sohn Stunde der Stars                                                            | — | — | — | — | — | Erstveröffentlichung: 1982 mit Marc Marshall                                                                       |
| 1983 | Ach laß mich doch in deinem Wald der Oberförster sein                                      | — | — | — | — | — | Erstveröffentlichung: 1983                                                                                         |
| 1983 | In unserm Städtchen Ach laß mich doch in deinem Wald der Oberförster sein                  | — | — | — | — | — | Erstveröffentlichung: 1983                                                                                         |
| 1983 | Flieg Katamaran Ach laß mich doch in deinem Wald der Oberförster sein                      | — | — | — | — | — | Erstveröffentlichung: 1983                                                                                         |
| 1984 | Das werden wir alles überleben Partyzeit – Seine besten Stimmungshits                      | — | — | — | — | — | Erstveröffentlichung: 1984                                                                                         |
| 1984 | Oh Grenada –                                                                               | — | — | — | — | — | Erstveröffentlichung: 1984                                                                                         |
| 1985 | Tony Tony noch einmal                                                                      | — | — | — | — | — | Erstveröffentlichung: 1985                                                                                         |
| 1985 | Walzer von Napoli Partyzeit – Seine besten Stimmungshits                                   | — | — | — | — | — | Erstveröffentlichung: 1985                                                                                         |
| 1985 | So jung wie heut’ kommen wir nie wieder zusammen Laß das mal den Tony machen – Folge 3     | — | — | — | — | — | Erstveröffentlichung: 1985                                                                                         |
| 1986 | Schöne Therese Partyzeit – Seine besten Stimmungshits                                      | — | — | — | — | — | Erstveröffentlichung: 1986                                                                                         |
| 1986 | In Freudenstadt im Schwarzwald Partyzeit – Seine besten Stimmungshits                      | — | — | — | — | — | Erstveröffentlichung: 1986                                                                                         |
| 1986 | In Amsterdam Partyzeit – Seine besten Stimmungshits                                        | — | — | — | — | — | Erstveröffentlichung: 1986                                                                                         |
| 1986 | Adios Amigos (Das Lied von Mexico) Laß das mal den Tony machen – Folge 3                   | — | — | — | — | — | Erstveröffentlichung: 1986                                                                                         |
| 1987 | Wir sind die Champions (olé, olé, olé) Komm gib mir deine Hand                             | — | — | — | — | — | Erstveröffentlichung: 1987 Original: Grand Jojo et les joueurs – Anderlecht Champion                               |
| 1988 | Äähner geht noch noi Laß das mal den Tony machen – Folge 4                                 | — | — | — | — | — | Erstveröffentlichung: 1988 Original: Traditional                                                                   |
| 1989 | Ich träume jede Nacht von dir Partyzeit – Seine besten Stimmungshits                       | — | — | — | — | — | Erstveröffentlichung: 1989                                                                                         |
| 1989 | Na Na Hey Hey Good-Bye –                                                                   | — | — | — | — | — | Erstveröffentlichung: 1989 Original: Steam – Na Na Hey Hey Kiss Him Goodbye                                        |
| 1989 | Heute hau’n wir auf die Schöne Maid –                                                      | — | — | — | — | — | Erstveröffentlichung: 1989                                                                                         |
| 1990 | Resi bring Bier Komm gib mir deine Hand                                                    | DE42 (5 Wo.)DE | — | — | — | — | Erstveröffentlichung: 1990 mit Roberto Blanco Original: David Hasselhoff – Crazy for You                           |
| 1990 | Morgen, mañana –                                                                           | — | — | — | — | — | Erstveröffentlichung: 1990 Original: David Hasselhoff – After manana mi ciello                                     |
| 1991 | Limbo auf Jamaika Komm gib mir deine Hand                                                  | — | — | — | — | — | Erstveröffentlichung: 1991 mit Roberto Blanco Original: David Hasselhoff – Do the Limbo Dance                      |
| 1991 | Mein Elternhaus Das Beste                                                                  | — | — | — | — | — | Erstveröffentlichung: 1991                                                                                         |
| 1992 | Jetzt geht’s los! Das Allerbeste                                                           | — | — | — | — | — | Erstveröffentlichung: 1992                                                                                         |
| 1993 | Dance Pot –                                                                                | — | — | — | — | — | Erstveröffentlichung: 29. April 1993                                                                               |
| 1993 | No, No Marleen So bin ich                                                                  | — | — | — | — | — | Erstveröffentlichung: Dezember 1993                                                                                |
| 1993 | Wir singen Loop Di Love Go West                                                            | — | — | — | — | — | Erstveröffentlichung: 1993 Original: Pandelis Ghinis – Ntirlanta (Dirlada)                                         |
| 1993 | Holiday (Träume von Urlaub und Freiheit) So bin ich                                        | — | — | — | — | — | Erstveröffentlichung: 1993                                                                                         |
| 1995 | No, no es ist nichts passiert Go West                                                      | — | — | — | — | — | Erstveröffentlichung: 1995                                                                                         |
| 1998 | Lachen lachen (Wulle Wulle) –                                                              | — | — | — | — | — | Erstveröffentlichung: 2. November 1998                                                                             |
| 1999 | Hoppladidi hoppladada Partyzeit – Seine besten Stimmungshits                               | — | — | — | — | — | Erstveröffentlichung: 27. September 1999                                                                           |
| 2000 | Die Hände zum Himmel Partyzeit – Seine besten Stimmungshits                                | — | — | — | — | — | Erstveröffentlichung: 17. Januar 2000 Original: Van alles wé – En nou die hendjes de lucht in                      |
| 2000 | Tony aus der Pfalz Partyzeit – Seine besten Stimmungshits                                  | — | — | — | — | — | Erstveröffentlichung: 17. Juli 2000                                                                                |
| 2001 | In unser’m Stammlokal Partyzeit – Seine besten Stimmungshits                               | — | — | — | — | — | Erstveröffentlichung: 25. Juni 2001                                                                                |
| 2002 | Und der Magen knurrt bis nach Klagenfurt Partyzeit – Seine besten Stimmungshits            | — | — | — | — | — | Erstveröffentlichung: 4. Februar 2002                                                                              |
| 2002 | Rudi –                                                                                     | — | — | — | — | — | Erstveröffentlichung: 21. Mai 2002 mit Pascal Marshall                                                             |
| 2003 | Olé, hier tanzt der Bär! –                                                                 | — | — | — | — | — | Erstveröffentlichung: 2003 Original: Traditional                                                                   |
| 2014 | Ich wünsch mir eine Autobahn Tony’s größte Hits – Zum 60. Jubiläum                         | — | — | — | — | — | Erstveröffentlichung: 27. Juni 2014                                                                                |
| 2015 | Antonia Tony’s größte Hits – Zum 60. Jubiläum                                              | — | — | — | — | — | Erstveröffentlichung: 25. Mai 2015                                                                                 |
| 2015 | In Baden-Baden –                                                                           | — | — | — | — | — | Erstveröffentlichung: 22. November 2015 mit Pascal Marshall & Pete Tex                                             |
| 2021 | Der letzte Traum                                                                           | — | — | — | — | — | Erstveröffentlichung: 16. Juli 2021                                                                                |

grau schraffiert: keine Chartdaten aus diesem Jahr verfügbar

## Videoalben und Musikvideos

### Videoalben
| Jahr | Titel Musiklabel       | Anmerkungen                           |
| ---- | ---------------------- | ------------------------------------- |
| 2022 | Das Beste Telamo (WMG) | Erstveröffentlichung: 28. Januar 2022 |

### Musikvideos
| Jahr | Titel            | Regisseur(e) |
| ---- | ---------------- | ------------ |
| 2021 | Der letzte Traum |              |

## Sonderveröffentlichungen

### Alben
| Jahr | Titel Musiklabel                                                             | Anmerkungen                                                                     |
| ---- | ---------------------------------------------------------------------------- | ------------------------------------------------------------------------------- |
| 1976 | Tony Marshall Ariola (Ariola)                                                | Erstveröffentlichung: 1976 Sonderauflage Deutscher Schallplattenclub            |
| 1977 | Die goldenen Super 20 Ariola (Ariola)                                        | Erstveröffentlichung: 1977 Teil der „Die-goldenen-Super-20“-Reihe               |
| 1978 | Star Discothek Ariola (Ariola)                                               | Erstveröffentlichung: 1978 Teil der „Star-Discothek“-Reihe                      |
| 1979 | Das Star Album Ariola (Ariola)                                               | Erstveröffentlichung: 1979 Teil der „Das-Star-Album“-Reihe                      |
| 1984 | Stunde der Stars Ariola (Ariola)                                             | Erstveröffentlichung: 1984 Teil der „Stunde-der-Stars“-Reihe                    |
| 2009 | Dieter Thomas Heck präsentiert: 40 Jahre ZDF Hitparade 313 Records (Sony)    | Erstveröffentlichung: 20. Februar 2009 Teil der „40-Jahre-ZDF-Hitparade“-Reihe  |
| 2013 | Wunschkonzert Telamo (Sony)                                                  | Erstveröffentlichung: 15. Februar 2013 Teil der „Wunschkonzert“-Reihe           |
| 2015 | Das Beste & noch mehr … Telamo (WMG)                                         | Erstveröffentlichung: 11. September 2015 Teil der „Das-Beste-&-noch-mehr“-Reihe |
| 2019 | Wie nie + Ach laß mich doch in deinem Wald der Oberförster sein Telamo (WMG) | Erstveröffentlichung: 7. Juni 2019 Teil der „2-in-1-Sparset“-Reihe              |

### Lieder
| Jahr | Titel Album                                                                         | Anmerkungen                                                       |
| ---- | ----------------------------------------------------------------------------------- | ----------------------------------------------------------------- |
| 2021 | Bora Bora Schlager-Spaß mit Andy Borg – Die Zweite – Meine Lieblingslieder im Duett | Erstveröffentlichung: 2. April 2021 Andy Borg feat. Tony Marshall |

## Promoveröffentlichungen
| Jahr | Titel Album                                          | Anmerkungen                            |
| ---- | ---------------------------------------------------- | -------------------------------------- |
| 2009 | 1000-mal an Dich gedacht                             | Erstveröffentlichung: September 2009   |
| 2009 | Nochmals will ich dich nicht verlier’n Tony 2010     | Erstveröffentlichung: September 2009   |
| 2013 | Und noch heut’ träume ich von San Michele Tony 2010  | Erstveröffentlichung: 2013             |
| 2013 | Und wieder will ich wieder dich Du bist der Wahnsinn | Erstveröffentlichung: 12. Juli 2013    |
| 2013 | Du bist der Wahnsinn                                 | Erstveröffentlichung: 25. Oktober 2013 |

## Boxsets
| Jahr | Titel Musiklabel                                         | Anmerkungen                         |
| ---- | -------------------------------------------------------- | ----------------------------------- |
| 2009 | Partyzeit – Seine besten Stimmungshits Sony Music (Sony) | Erstveröffentlichung: 13. März 2009 |

## Statistik

### Chartauswertung
|                     | DE     | AT    | CH    | BEF     | NL    |
| ------------------- | ------ | ----- | ----- | ------- | ----- |
| Nummer-eins-Alben   | DE—DE  | AT—AT | CH—CH | BEF—BEF | NL—NL |
| Top-10-Alben        | DE4DE  | AT—AT | CH—CH | BEF—BEF | NL—NL |
| Alben in den Charts | DE13DE | AT1AT | CH—CH | BEF—BEF | NL—NL |

|                       | DE     | AT    | CH    | BEF     | NL    |
| --------------------- | ------ | ----- | ----- | ------- | ----- |
| Nummer-eins-Singles   | DE1DE  | AT—AT | CH—CH | BEF—BEF | NL—NL |
| Top-10-Singles        | DE3DE  | AT—AT | CH1CH | BEF1BEF | NL1NL |
| Singles in den Charts | DE12DE | AT1AT | CH1CH | BEF2BEF | NL3NL |

### Auszeichnungen für Musikverkäufe
Anmerkung: Auszeichnungen in Ländern aus den Charttabellen bzw. Chartboxen sind in ebendiesen zu finden.
| Land/RegionAuszeichnungen für Musikverkäufe (Land/Region, Auszeichnungen, Verkäufe, Quellen) | Gold     | Platin  | Verkäufe  | Quellen         |
| -------------------------------------------------------------------------------------------- | -------- | ------- | --------- | --------------- |
| Deutschland (BVMI)                                                                           | 3× Gold3 | Platin1 | 2.000.000 | Einzelnachweise |
| Insgesamt                                                                                    | 3× Gold3 | Platin1 |           |                 |